# Carlos Luis Suárez Codorniú
Carlos Luis Suárez Codorniú, S.C.J. (Las Palmas, 2 de setembro de 1965) é um professor e presbítero católico espanhol e atual superior geral da Congregação dos Sacerdotes do Sagrado Coração de Jesus, cargo para o que foi eleito no 24º capítulo geral da dita congregação, em 20 de julho de 2018 e reeleito no 25º capítulo geral, em 20 de junho de 2024.

## Biografia
Carlos Luis nasceu em Las Palmas de Grã Canária. Estudou no colégio dos Irmãos Lassalistas em Arucas, nos arredores de sua cidade natal, e no Instituto Benito Pérez Galdós. Ao completar 18 anos, decidiu ingressar para a Congregação dos Sacerdotes do Sagrado Coração de Jesus em Salamanca, onde fez sua profissão em 29 de setembro de 1984. Estudou filosofia e teologia em Salamanca e em Caracas, na Venezuela. Foi ordenado presbítero em 14 de setembro de 1990. Em 1995, obteve licenciatura em Sagradas Escrituras pelo Pontifício Instituto Bíblico e também doutorado em teologia pela Pontifícia Universidade Gregoriana.
Exerceu a maior parte de seu ministério na Venezuela. Foi vice-reitor e reitor do Instituto de Teologia para Religiosos de Caracas, centro agregado à Pontifícia Universidade Salesiana de Roma, e decano da Faculdade de Teologia da Universidade Católica Andrés Bello.
Em 20 de julho de 2018, durante o 24º capítulo geral da Congregação dos Sacerdotes do Sagrado Coração de Jesus, foi eleito superior geral da mesma, em sucessão ao Padre Carlos Enrique Caamaño Martín, SCJ, que assumira o cargo interinamente em abril, depois que o então superior geral, Pe. Heiner Wilmer, SCJ, fora eleito bispo da Diocese de Hildesheim, na Alemanha. Suárez foi eleito para o período 2018-2024.
No 25º capítulo geral, realizado em junho de 2024, foi reeleito para novo período como superior geral.